# Mersey River (vattendrag i Australien)
Mersey River är ett vattendrag i Australien. Det ligger i delstaten Tasmanien, i den sydöstra delen av landet, omkring 210 kilometer nordväst om delstatshuvudstaden Hobart.
I omgivningarna runt Mersey River växer i huvudsak städsegrön lövskog. Runt Mersey River är det glesbefolkat, med 8 invånare per kvadratkilometer. Genomsnittlig årsnederbörd är 1 607 millimeter. Den regnigaste månaden är augusti, med i genomsnitt 221 mm nederbörd, och den torraste är januari, med 57 mm nederbörd.